# 산 피에트로의 전투
산 피에트로의 전투(The Battle Of San Pietro)는 미국에서 제작된 존 휴스턴 감독의 1945년 다큐멘터리, 전쟁 영화이다. 마크 파커 클락 등이 주연으로 출연하였고 존 휴스턴 등이 제작에 참여하였다.
이 영화는 문화적, 역사적, 미적 중요성으로 인해 미국 의회도서관에 의해 미국 국립영화등기부의 보존물로 선정되었다.

## 출연

### 주연
- 마크 파커 클락
- 존 휴스턴

## 제작진
- 프로듀서: 프랭크 카프라